# Грантс Крік (річка)
Грантс Крік (англ. Grants Creek) — річка в окрузі Коросаль (Беліз). Довжина до 12 км. Свої води несе до Карибського моря, зокрема в затоку-бухту Четумаль.
Протікає територією округу Коросаль, поруч поселень: Ньюланд (Neuland) та Літтл Беліз (Little Belize). Річище неглибоке з невисокими берегами, в'ється поміж десяток тропічних прибережних озер-боліт, при впадінні до моря утворює просте гирло..